# Pawneernes jagt- og krigerselskaber
Pawneernes jagt- og krigerselskaber var 10 forskellige sammenslutninger eller klubber for mænd i pawnee stammen dannet med bestemte formål for øje. En anden betegnelse brugt om dem var lanse-selskaber.:558 

## Generelt om selskaberne
De fleste af de 10 selskaber var mytologisk begrundet og på en eller anden måde tilknyttet et af stammens hellige, overordnede bundter.:558  Derved nød selskaberne ikke kun folkets, men især de højere magters velvilje.:561 
Et selskab havde typisk fire ledere, og titlen gik i arv. Lederne søgte hele tiden efter egnede, nye medlemmer. Der var ingen øvre aldersgrænse for kandidaterne, og folk kunne være medlem af flere selskaber på én gang. Selskaber, der havde gjort sig godt bemærket, tiltrak mange frivillige ansøgere. Lederne bestemte, hvem de ville optage. Et medlemskab varede livet ud, og ved død forventedes det at en slægtning overtog den tomme plads. Selskabet bød nye medlemmer velkommen ved en optagelsesceremoni, efter at de havde bestået en udholdenheds-prøve.:558 
Hvert selskab kunne identificeres på bl.a. kendetegnende lanser. Om foråret fornyede sædvanligvis fire af et selskabs medlemmer selskabslanserne i en ceremoni, efter at den indledende Thunder-ceremoni var afsluttet. De gamle lanser blev enten kasseret:559  eller gemt og begravet med fremtrædende krigere.:560  Når lejlighed bød sig, lavede et selskab en livlig parade rundt i byen, hvorunder bl.a. lanserne blev vist frem.:559 
I forbindelse med en sommer- eller vinterjagt fik et af stammens jagtselskaber ansvaret for dens succesfulde gennemførelse. I tilfælde af angreb eller interne konflikter kunne en høvding bede et eller flere selskaber om at gribe ind og forsvare folket eller opretholde ro og orden.:559  Under kamp skulle lansebærerne stille sig i forreste linje. Her kunne de eventuelt plante lansen i jorden som et signal til selskabets medlemmer om at samles om den og ikke vige for fjenden.:560 
Mens lanse-selskaberne visselig arbejdede for alles bedste, søgte den enkelte pawnee om optagelse for at få lejlighed til at markere sig som et individ og skabe sig en position i samfundet.:558 
Kun visse af stammens 10 selskaber var repræsenteret i hver enkelt pawnee division og - by.:559 

## De 10 selskaber

### Two Lance selskabet
Two Lance selskabet hed tidligere Horse selskabet.:561  Det var både et jagt- og krigerselskab.:564  Dets forlæg var myten om giganten Paruxti, som skaberen Tirawahut og et råd af himlens stjerner sendte på en jordisk mission, inden kloden var beboet af mennesker.:561 
Selskabets to lige lanser bestod af træ:563  fra blyant-ener.:105  De var skiftevis dekoreret med fem krage- og fem svanefjer:564  (eller måske gåsefjer) påsat et stykke rødt stof, der næsten dækkede lansen i hele dens længde på ca. 2,4 meter.:562 
Kun pawneernes skidi - og chawi division havde dette selskab.:559 

### Wolf Lance selskabet
Dette var et krigerselskab, der var unikt for skidierne i den autonome by Wolves Standing In Water.:559  Medlemmerne malede sig med hvidt ler på kroppen under møder. Selskabet kunne organisere krigstogter som en samlet gruppe. I kontrast til normen vendte indgangen i selskabets mudderhytte mod vest og ikke øst.:577 
Selskabets kendetegn var to lige lanser med en jernspids. Skaftet var omviklet med ulveskind.:576  To andre insignier var skjolde af ulveskind.:577 

### Thunderbird selskabet
Thunderbird selskabet var skabt til kamp, både forsvar og angreb. Selskabet eksisterede i skidi konføderationen og også i den uanhængige Squash Vine skidi by.:570 
De krogede lanser i Squash Vine var omviklet med hammen af en lom, mens de øvrige byer brugte svaneham. Lanserne var forsynet med spidser af flint, da disse sten mentes at være frembragt af lynnedslag.:570 

### Crow Lance selskabet
En pawnee oprettede Crow Lance krigerselskabet efter anvisninger givet ham i visioner af bl.a. en solsort.:571  Et folkeligt navn for selskabet var ”Efternølerne”, da selskabet altid udgjorde bagtroppen under lejrflytninger og jagtekspeditioner, var det sidste til at forny den enlige selskabslanse osv.:570 
Den krogede lanse af ask var omviklet med bisonkalveskind påsmurt hvidt ler og med kragefjer hængende i hele lansens længde, som instrueret af solsorten.:571  (Illustreret øverst på siden)
Selskabets medlemmer dansede med et fyldt, kombineret kogger/bueetui på højre skulder.:572  Både stammens South Bands og skidi konføderationen havde selskabet.:559  Et særkende for skidierne var, at Crow Lance medlemmerne var løst bundet sammen med et langt reb fastgjort til hver enkelts bælte under dans, byparader:572  og tilmed i kamp.:573 
Skidiernes selskab blev engang angrebet bagfra på vej ud til jagtmarkerne, og alle de sammenbundne medlemmer mistede livet. Et forsøg på at rekonstruere selskabet endte med en ung jægers død, og ingen prøvede siden at genskabe det.:573 

### Red Lance selskabet (skidi)
Selskabet gik også under navnet Otter Lance selskabet, og det fungerede som et krigerselskab. Den ene af selskabets to krogede lanser var beviklet med rødligt skind, mens den anden var omviklet med odderskind.:567  En sten fastgjort midt på snoren, der holdt toppen af lansen bundet ned i en bueform, symboliserede hver deres af to beskyttende stjerner omkring solen. Ved tørkeperioder kunne lansen med odderskind bruges som et kommunikationsmiddel, der viderebragte pawneernes bønner om regn til universets herskende kræfter.:568 
Ved siden af skidi konføderationen fandtes dette selskab kun i den uafhængige Wolves Standing In Water skidi by.:567 

### Red Lance selskabet (South Bands)
Dette jagtselskab eksisterede i alle South Bands tre divisioner, kitkahahki, chawi og pitahawirata, men det var specielt knyttet til et pitahawirata bundt. Kun efterkommere af høvdinge fik adgang.:569  Selskabet var ofte det foretrukne til at lede en sommer- eller vinterjagt.:570 
Dets to krogede lanser var omviklet med svaneham,:568  men den ene var forsynet med sorte, løsthængende fjer fire steder fra skaftet, mens hvide fjer hang fra den anden.:569 

### Brave Raven selskabet
Selskabet indtog højst en ordinær plads i skidi konføderationen, mens det var det vigtigste selskab i chawi divisionen. Det var både et jagt- og krigerselskab.:573  Blandt chawierne havde selskabet en ekstra funktion, idet det bragte lykke og velstand til folket, ved at lederen en forårsdag løb gennem hele byen iført et dekoreret selskabsbælte med bl.a. ulvehaler, lange vedhæng af kragefjer og nogle få bjælder.:575 
Lansen var af ask og kroget. Den var helt besat med kragefjer doneret af selskabets medlemmer og deres små sønner igennem længere tid og gemt i et helligt bundt indtil brug. På lansens nedadvendte buespids sad skindet af en krage med hovedet vendt ned mod jorden.:574 

### Fighting Lance selskabet
Pawneernes South Bands var ene om at have dette krigerselskab.:559  Det bestod af høvdinge, krigere samt mænd, der på et tidspunkt havde helliggjort en ørn. Ved bestemte lejligheder opregnede krigerne deres sejre og viste, hvordan de havde overmandet deres fjender.:577 
Selskabet kunne kendes på de krogede lanser med en metalspids øverst, der var halvt skjult af ørne- og uglefjer samlet i en krone. Skaftet var omviklet med svaneham, og der hang løse snore med to, små ørnefjer fra det fire steder. Grebet på den ene lanse var rødt, det andet sort.:576 

### Black Heads selskabet
Et selskab kun i South Bands kitkahahki division. Selskabet havde tilsyneladende oprindelse i et mistet, helligt bundt med sorte fjer.:195  Medlemmerne kunne dels sørge for disciplin under en fælles bisonjagt og dels bistå folket i kamp.:577 
Der var kun en enkelt, kroget lanse i selskabet, som var omviklet med svaneham. En stor fjerkrone af kragefjer var fastgjort øverst, mens der hang en bisonhale fra den krogede ende af lansen.:578 

### Knife Lance selskabet
Et krigerselskab som South Bands var alene om at have.
Dets lige lanser havde en jernspids øverst halvt skjult i en fjerkrone af ørne- og uglefjer. Til det meste af skaftets længde var der fastgjort et bredt stykke stof inddelt i store, skiftevis sorte og røde kvadrater.:578 